# 2001년 부천국제판타스틱영화제
제5회 부천국제판타스틱영화제는 2001년 7월에 개최된 영화제이다. 부천시민회관 대강당, 부천시청 대강당, 복사골문화센터 아트홀, 소사구청 소향관에서 개최되었다.

## 수상 및 후보

### 작품상(장편)
- 뉴질랜드 이불 도난 사건 - 해리 싱클레어 수상

### 여우주연상(장편)
- 나비 - 강혜정 수상

### 남우주연상(장편)
- 시체 유기 자장가 - 보리스 알지노빅 수상

### 감독상(장편)
- 턴 - 히라야마 히데유키 수상

### 심사위원 특별상(장편)
- 티어스 오브 더 블랙 타이거 - 위시트 사사나티엥 수상

### 심사위원상(단편)
- 복사가게 - 비르질 비트리히 수상

### 관객상(단편)
- 퇴짜 - 돈 헤르츠펠트 수상

### 대상(단편)
- 쥐 글을 쓰다 - 빌리 오브라이언 수상

### 부천 초이스(장편)
- 나비 - 문승욱
- 커먼 웰스 - 알렉스 드 라 이글레시아
- 히어로즈 인 러브 - 사정봉 외4명
- 호텔 스플렌디드 - 테렌스 그로스
- 공포의 집 - 랜스 드레슨
- 뉴질랜드 이불 도난 사건 - 해리 싱클레어
- 티어스 오브 더 블랙 타이거 - 위시트 사사나티엥
- 시체 유기 자장가 - 클라우스 크래머
- 턴 - 히라야마 히데유키

### 부천 초이스(단편)
- 복사 가게 - 비르질 비트리히
- 이지 머니 - 필립 뒤솔
- 낙하 - 아우렐 클림트
- 폴링 - 전영찬
- 아버지와 딸 - 마이클 두독 드 비트
- 가상 탈출 - 피터 살몬
- 퇴짜 - 돈 헤르츠펠트
- 쇼핑 카트 무도회 - 요르크 지프만 외1명
- 쥐 글을 쓰다 - 빌리 오브라이언

### 판타스틱 단편 걸작선
- 그녀는 없었다 - 아시오 류 외1명
- 오토 - 전하목 외1명
- 1등급 소고기 - 롭 스미츠 외1명
- 케이지 - 김정환
- 카메라 - 데이빗 크로넨버그
- 개같은 날들 - 엘리 리
- 염소 가족 - 신한솔
- GOD - 이진우
- 지킬 건 지켜야지 - 수 투르한
- 굿 로맨스 - 이송희일
- 하라라 - 안드레아스 카이저
- 숨바꼭질 - 권호영
- 호모 사피엔스 - 세자르 카바나스
- 불의 발굽 - 리차드 골레조프스키
- 험버트 - 데이비드 윌리엄스
- 인 디비두 - 니콜 휴윗
- 정글 - 정승희
- 블로우 잡 - 루츠 램케
- 마지막 질문 - 코라도 프랑코
- 릴리 - 마르완 하메드
- 일리야 - 사토 토모야
- 눈이 아름다운 남자 - 조나단 호지슨
- 미스틱 요구르트 - 실비 게라르
- 올드 맨 - 제스 깁슨 외1명
- 원죄 - 제프 레이어스
- 모기 - 제롬 칼베 외1명
- 파일럿 - 올리버 자이터
- 외계의 제19호 계획 - 민동현
- 거위의 복수 - 케네스 카인츠
- 링 오브 파이어 - 안드레아스 히카데
- 치열한 전투 - 부성철
- 숀 - 줄리앙 살레
- 샴 - 김희연
- 달팽이 - 피요트르 사페긴
- 종착지 - 얀 튀링
- 오늘도 난 - 치우 싱얀
- 죽음이 우리를 갈라놓을 때까지 - 존 하드윅
- 금붕어 묘지 - 방의석
- 트로펠 - 에두아르도 뉴네즈
- 열반의 길 - 마이트 라스

### 월드 판타스틱 시네마
- 2 바이 4 - 지미 스몰혼
- 스무 개비 - 마르코 포지
- 방콕 데인저러스 - 대니 팽
- 나비가 날개를 펄럭이면 - 로랑 삐로드
- 불사정미 - 유위강
- 차퍼 - 앤드류 도미닉
- 파우스트 - 브라이언 유즈나
- 더 홀 - 닉 햄
- 인디펜던트 - 스티븐 케슬러
- 이노센스 - 폴 콕스
- 이누가미 - 하라다 마사토
- 강호고급 - 임초현
- 악령의 군단 - 올라프 이텐바흐
- 이소룡을 찾아랏! - 강론
- 마고 - 강현일
- 메멘토 - 크리스토퍼 놀란
- 올드 로만 로드 - 돈 아스카리안
- 싸이코 비치 파티 - 로버트 리 킹
- 쥐 - 니콜라 보닐로리 외1명
- 길 + 다리 - 에이브러햄 림
- 세븐 데이 투 리브 - 세바스찬 니만
- 샤이너 - 존 어빈
- 스탠리 큐브릭 - 영화 속의 인생 - 잔 할랜
- 딥 리버 - 린 스톱케윅
- 가위 바위 보 - 한스 귄터 뷔킹
- 아이와 나무 - 데이지 챈
- 정체불명 - 미카엘 외르쓰
- 메시아를 기다리며 - 다니엘 부르만
- 와일드 제로 - 다케우치 데츠로

### 패밀리 판타
- 나들이는 힘들어 - 그렉 홀펠드
- 빅 애니멀 - 예르지 스투
- 천국의 미소 - 마지드 마지디
- 리틀 뱀파이어 - 울리히 에델
- 마법의 진주 - 타판 신하
- 쥬키퍼 - 랠프 지만

### 메이드 인 코리아
- 번지 점프를 하다 - 김대승
- 친구 - 곽경택
- 인디안 썸머 - 노효정
- 자카르타 - 정초신
- 은행나무 침대 2 - 단적비연수 - 박제현
- 아치와 씨팍 - 조범진
- 극단적 하루 - 장진
- 커밍 아웃 - 김지운
- MOB 2025 - 권형진

### 회고전
- 아 백범 김구 선생 - 전창근
- 어느 여배우의 고백 - 김수용
- 김약국집 딸들 - 유현목
- 장희빈 - 정창화
- 창공에 산다 - 이만희
- 남과 북 - 김기덕
- 십년세도 - 임권택
- 천하제일 - 호금전
- 용문객잔 - 호금전
- 산중전기 - 호금전
- 협녀 - 호금전
- 충렬도 - 호금전

### 특별상영
- 보스만과 리나 - 존 베리
- 병태의 감격시대 - 이두용
- 빨간 피터의 고백 - 추상록
- 추송웅을 추억하며 - 추상미 외1명
- 프랑켄슈타인 - 제임스 웨일
- 미이라 - 칼 프런드